# Los Angeles Clippers 2005-2006
La stagione 2005-06 dei Los Angeles Clippers fu la 36ª nella NBA per la franchigia.
I Los Angeles Clippers arrivarono secondi nella Pacific Division della Western Conference con un record di 47-35. Nei play-off vinsero il primo turno con i Denver Nuggets (4-1), perdendo poi la semifinale di conference con i Phoenix Suns (4-3).

## Roster
| N° | Naz.                           | Ruolo | Sportivo            | Anno | Alt. | Peso |
| -- | ------------------------------ | ----- | ------------------- | ---- | ---- | ---- |
| 0  | Stati Uniti (bandiera)         | A     | Walter McCarty      | 1974 | 208  | 104  |
| 3  | Stati Uniti (bandiera)         | G     | Daniel Ewing        | 1983 | 191  | 84   |
| 4  | Stati Uniti (bandiera)         | G     | Anthony Goldwire    | 1971 | 185  | 83   |
| 5  | Stati Uniti (bandiera)         | G     | Cuttino Mobley      | 1975 | 193  | 86   |
| 7  | Serbia e Montenegro (bandiera) | A     | Vladimir Radmanović | 1980 | 208  | 103  |
| 8  | Russia (bandiera)              | A     | Jaroslav Korolëv    | 1987 | 206  | 92   |
| 10 | Stati Uniti (bandiera)         | G     | Howard Eisley       | 1972 | 188  | 80   |
| 11 | Serbia e Montenegro (bandiera) | C     | Željko Rebrača      | 1972 | 213  | 117  |
| 13 | Stati Uniti (bandiera)         | G     | Quinton Ross        | 1981 | 198  | 88   |
| 14 | Stati Uniti (bandiera)         | G     | Shaun Livingston    | 1985 | 201  | 83   |
| 15 | Stati Uniti (bandiera)         | A     | James Singleton     | 1981 | 203  | 98   |
| 19 | Stati Uniti (bandiera)         | G     | Sam Cassell         | 1969 | 191  | 84   |
| 22 | Senegal (bandiera)             | C     | Boniface Ndong      | 1977 | 213  | 90   |
| 34 | Stati Uniti (bandiera)         | A     | Vin Baker           | 1971 | 211  | 232  |
| 35 | Stati Uniti (bandiera)         | C     | Chris Kaman         | 1982 | 213  | 122  |
| 42 | Stati Uniti (bandiera)         | A     | Elton Brand         | 1979 | 203  | 125  |
| 50 | Stati Uniti (bandiera)         | A     | Corey Maggette      | 1979 | 198  | 99   |
| 54 | Stati Uniti (bandiera)         | A     | Chris Wilcox        | 1982 | 208  | 100  |

## Staff tecnico
- Allenatore: Mike Dunleavy
- Vice-allenatori: Jim Eyen, Kim Hughes, Rory White, Neal Meyer
- Preparatore atletico: Jasen Powell